# Youn Sun Nah

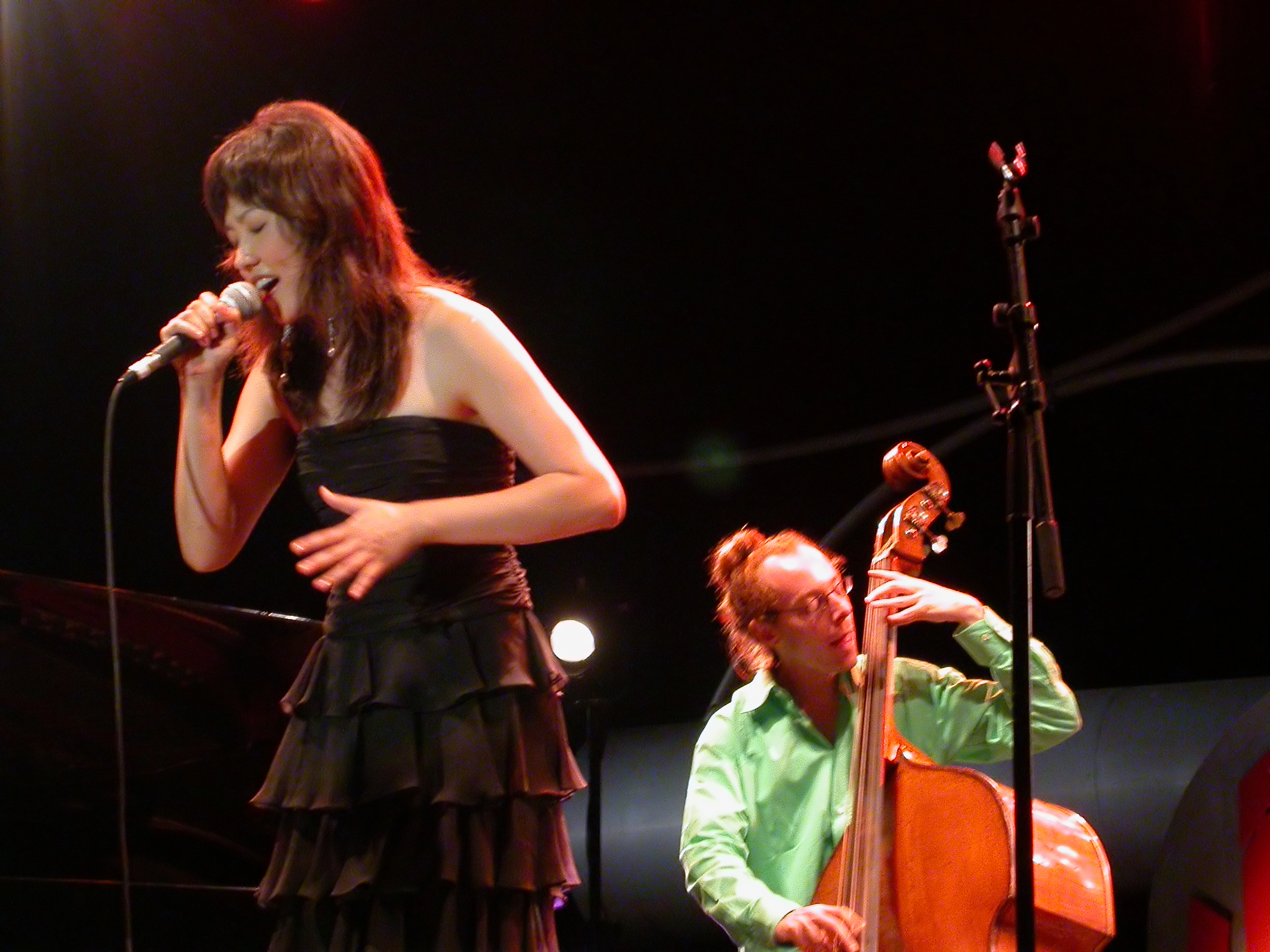
Youn Sun Nah à Jazz à Juan 2005.

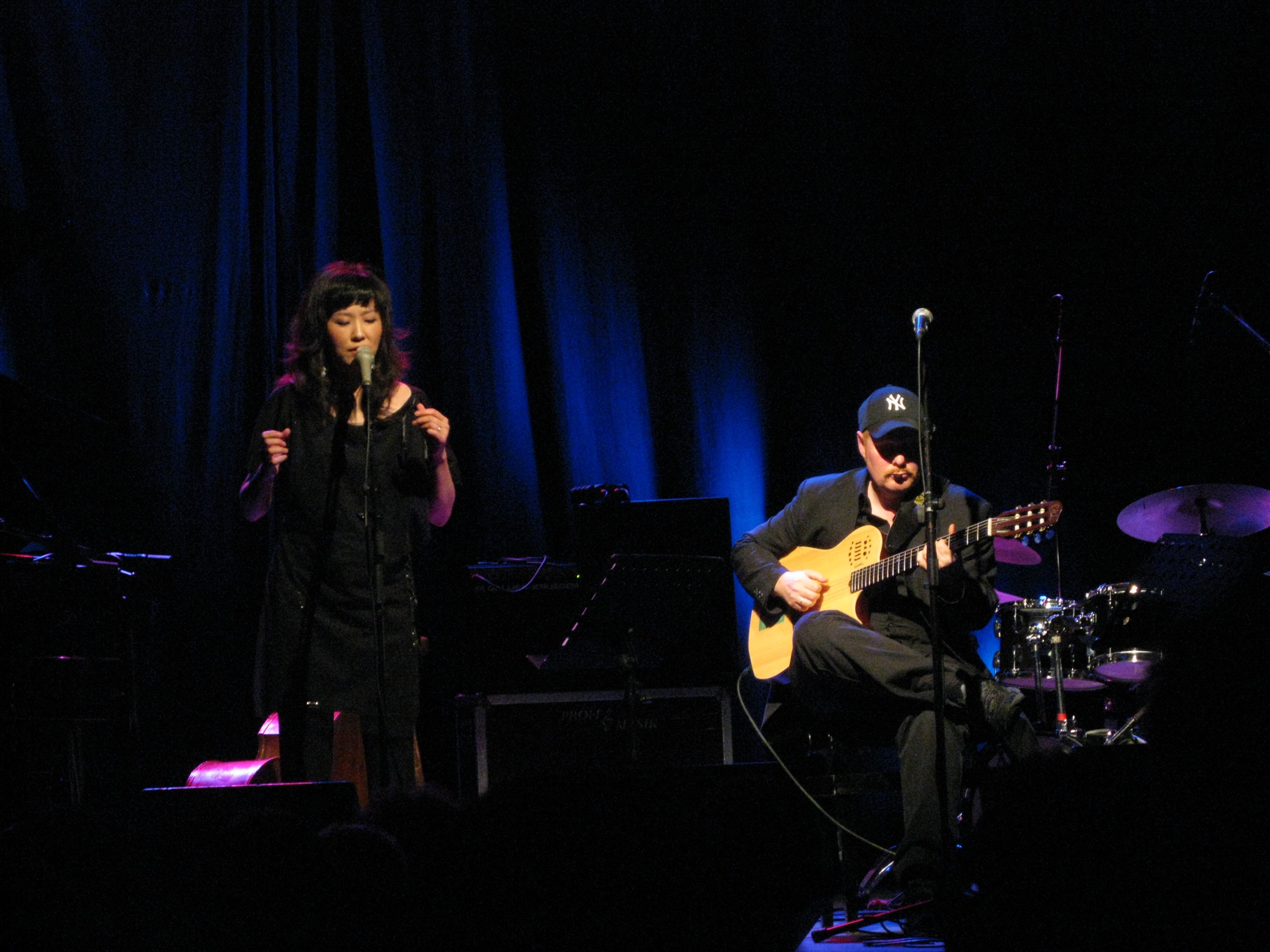
Ulf Wakenius et Youn Sun Nah en 2009.

Na Yoon-sun (en coréen : 나윤선), dite Youn Sun Nah, née le 28 août 1969 à Séoul, est une chanteuse de jazz sud-coréenne.

## Origine de son nom
Youn Sun est un nom qui trouve son origine dans la légende d'un roi coréen qui portait une couronne pourvue d'une pierre de jade. C'était un bon souverain, alors afin de ne pas entendre les mauvais conseils de ses serviteurs, il glissait la pierre dans son oreille. Sun fait référence à cette légende, auquel est rattaché Youn qui signifie « jade » en coréen.

## Biographie
Fille d’un père chef de chœur et d’une mère actrice de comédies musicales, Youn Sun Nah baigne dans un environnement musical depuis son enfance. Elle commence à apprendre le piano à 5 ans, puis arrête à l'âge de 13 ans. Elle poursuit des études de lettres et sort diplômée de l’université Konkuk en 1992. C’est dans le courant de l’année 1993, après une saison à travailler dans une entreprise de mode, qu’elle se lance dans une première expérience de chanteuse avec le Korean Symphony Orchestra sur un répertoire gospel. Elle  participe ensuite à plusieurs comédies musicales. Ses performances lui valent ses premières récompenses et les sollicitations de plusieurs compagnies. C’est alors qu’elle décide de tout plaquer et de repartir à zéro.
En 1995, elle choisit Paris pour étudier la musique et le chant. La ville l'attire depuis que ses parents lui ont fait connaître, enfant, la chanson française. Elle s’inscrit au CIM, alors seule école de jazz de la capitale, à l’Institut national de musique de Beauvais et au Conservatoire Nadia et Lili Boulanger. Son penchant naturel pour le jazz se révèle dès lors qu’elle commence à jouer dans les clubs parisiens en 1996-1997. Elle se fait rapidement remarquer par le contrebassiste Jacques Vidal qui l’invite sur son disque Ramblin’ (1999). Elle enchaîne les prix de concours (La Défense, Saint Maur, Montmartre…), continue à sillonner les clubs et participe à ses premiers festivals.
En 2001, elle autoproduit son premier album Reflets qui sort finalement en Corée chez Sony Music (à présent Warner EMI Korea). Cet album en forme de souvenir de ses années parisiennes rencontre un large public et lui permet de réaliser ses premières tournées dans son pays natal. Parallèlement, elle commence à se faire connaître en France avec un quintet formé avec des musiciens parisiens (David Georgelet, Yoni Zelnik, David Neerman et Guillaume Naud puis Benjamin Moussay) avec lesquels elle enregistrera deux albums dont le remarqué So I Am... paru en 2004. Parallèlement elle reçoit de nouvelles récompenses parmi lesquelles le Prix de la meilleure jeune artiste de l’année 2005 en Corée ainsi que le Grand Prix du concours Jazz à Juan Révélations.
Partagée entre Paris et Séoul depuis une dizaine d’années[Quand ?], Youn Sun Nah choisit alors de passer plus de temps sur son continent natal. Pendant près de deux saisons[Quand ?], elle se consacre presque exclusivement à un projet d’album Memory Lane et des tournées en Asie. Elle donne tout de même quelques concerts en France et aux États-Unis (Jazz at Lincoln Center).
En 2009, elle sort un nouvel album Voyage avec le label allemand ACT, qu’elle enregistre avec des musiciens européens, les Suédois Ulf Wakenius et Lars Danielsson, le Norvégien Mathias Eick et le Français Xavier Desandre Navarre. Cette nouvelle collaboration avec le label ACT lui ouvre de nouvelles perspectives et elle commence à tourner de plus en plus en Europe, notamment avec le duo voix/guitare qu’elle constitue avec Ulf Wakenius. Ils effectuent plus d‘une soixantaine de concerts ensemble dans une vingtaine de pays en Europe (France, Angleterre, Allemagne, Espagne, Suède, Finlande, Pologne, Estonie, Suisse…) en Asie (Corée du Sud, Chine, Malaisie…) et au Canada. Voyage est récompensé par le Prix du meilleur album jazz 2009 en Corée du Sud. En France et en Europe, l’accueil médiatique est toujours aussi favorable pour le travail singulier de Youn Sun Nah, notamment par les magazines Jazzman, Citizenjazz.com, Libération, et Jazzwise.
En 2009, Youn Sun Nah est décorée du grade de chevalier des Arts et des Lettres.
Fin septembre 2010, elle sort un nouvel album Same Girl, toujours sur le label allemand ACT. L’album est à nouveau distingué par la presse (« Choc » Jazz Magazine, « ELU » Citizenjazz.com...) et se place en première place des meilleures ventes d’albums jazz en France durant tout le mois d’octobre . Le 12 janvier 2011, Same Girl est récompensé par l’Académie du Jazz en recevant le Prix Mimi Perrin du Jazz Vocal 2010 (pour le meilleur album de jazz vocal de l'année). L’album figure aussi parmi les quatre finalistes dans la catégorie Grand Prix de l’Académie qui récompense le meilleur album de l’année. L'album devient disque d’or en France après avoir été meilleure vente de disques de jazz de l’année 2011. L’album est aussi récompensé par le Prix du Jazz vocal de l’Académie du jazz ainsi qu’un Korean Music Award. Dans le même temps Youn Sun Nah reçoit en Allemagne un Echo award en tant que meilleure chanteuse internationale de jazz en 2011. En 2012, le gouvernement coréen lui décerne un prix spécial pour sa contribution à la culture populaire et aux arts.
Au printemps 2013, la sortie de son troisième album pour le label ACT, intitulé Lento, est suivie d’une nouvelle tournée internationale qui débute en France avant de se poursuivre en Europe, en Asie et en Amérique du Nord.
En 2014, à l'occasion de la cérémonie de clôture des Jeux olympiques d'hiver dans le Stade olympique Ficht à Sotchi, elle participe, aux côtés de Lee Seung-Chul et Jo Sumi, à la présentation de la ville de PyeongChang qui accueille les Jeux suivants.
Le Théâtre national de Corée (The National Theater of Korea) lui confie la direction artistique de l'édition 2015 du festival de musiques traditionnelles coréennes Yeowoorak.
En mai 2017, elle sort un nouvel album : She Moves On, pour le label ACT. Il s'ensuit une nouvelle tournée, entre 2017 et 2018, en quintet dans toute l'Europe et dans plusieurs festivals de jazz. Et en 2019, elle publie l'album Immersion, comprenant des compositions initiales ainsi que des reprises de Marvin Gaye, de Michel Legrand, ou de Leonard Cohen.
Le 28 novembre 2019, elle est promue au rang d’Officier des Arts et des Lettres par le ministère de la Culture.

## Discographie
- 2001 : Reflets (HUB Music/Warner EMI Korea)
- 2002 : Light for the People (In Circum Girum/Socadisc)
- 2003 : Down by Love (HUB Music/Warner EMI Korea)
- 2004 : So I Am (In Circum Girum/Socadisc)
- 2007 : Memory Lane, Pop Project (Seoul Record/LOEN)
- 2009 : Voyage (ACT/distribution Harmonia Mundi)
- 2010 : Same Girl (ACT/distribution Harmonia Mundi)
- 2013 : Lento (ACT/distribution Harmonia Mundi)
- 2017 : She Moves On (ACT)
- 2019 : Immersion (HUB Music/Warner)
- 2022 : Waking World (Arts Music/Warner Music)
- 2024 : Elles (Warner Music Central Europe)